# Пістолети «Хортиця»
Хортиця — сімейство дослідних самозарядних пістолетів розробки запорізького заводу «Радіоприлад».

## Історія
Розробка та виробництво стрілецької зброї в Україні в період незалежності йшло дуже непростим шляхом. Розробкою бойової і службової стрілецької зброї займалися кілька державних і приватних підприємств, і серед пропонованих виробів були цілком пристойні моделі, однак збройової індустрії так і не склалося. Із цього погляду вкрай показова доля пістолетів марки «Хортиця».
Історія цих «стволів» почалася в 1996 році, коли уряд видав розпорядження запорізькому заводу «Радіоприлад» створити низку зразків спеціальної техніки, зокрема й пістолетів. У наступному році було підписано відповідне технічне завдання на пістолет для озброєння спеціальних підрозділів силових структур.
У результаті конструктором М. Корольовим були розроблені два зразки: «Хортиця 125», який можна позначити як «сигнально-шумовий», та «Хортиця 76». Останній призначався для співробітників прокуратури, міліції та суддів – загалом для тих категорій державних службовців, яким за родом діяльності може знадобитися компактна зброя самозахисту. Дуже прогресивною концепцією була можливість оснащення пістолета «Хортиця-125» змінними стволами різного калібру і довжини, універсальним магазином під патрони кількох типів з однаковим діаметром гільзи. Завдяки цьому стало можливим підвищити універсальність зброї і застосовувати потужніші набої з різними балістичними характеристиками. У стволах різного калібру були різні діаметри перепускних отворів, спеціально підібраних для забезпечення надійної роботи автоматики.
У 1997 році заводом було отримано державне фінансування на виробництво дослідних зразків. Були виготовлені 56 пістолетів «Хортиця-125» калібру 9х18 мм (стандартний радянський пістолетний набій, який використовується в пістолеті Макарова) та 26 пістолетів «Хортиця-76» калібру .22LR (5,6 мм).
Пістолети були продемонстровані на багатьох міжнародних виставках, де отримали відмінні відгуки фахівців, однак на цьому все й зупинилося. Масових закупок пістолетів не було.
У 2001 році під час відвідування Запоріжжя Леонідом Кучмою йому був подарований один із пістолетів «Хортиця-76». Керівництво запорізького заводу намагалося організувати через київських чиновників проведення державних випробувань цих пістолетів, проте після прийняття на озброєння вінницьких «Форт-12» фінансування за цим проектом було припинено. Відтоді пістолети зберігаються на підприємстві в тому ж приміщенні, що й зброя охорони «Радіоприладу».

## Тактико-технічні характеристики
| Характеристика                | «Хортиця-125-01» | «Хортиця-125-02 DAO» | «Хортиця-76»   |
| ----------------------------- | ---------------- | -------------------- | -------------- |
| Набій                         | 9х18мм ПМ        | 9х18 мм, 9х19 мм     | 5,6 мм (.22LR) |
| Вага без набоїв, г            | 770              | 900                  | 440            |
| Довжина, мм                   | 190              | 200                  | 137            |
| Початкова швидкість кулі, м/с | 335              | 335 (390)            | 270            |
| Ємність магазина, набоїв      | 8                | 16                   | 8              |
| Прицільна дальність, м        | 50               | 50                   | 50             |